# 福田駅 (岡山県)
福田駅（ふくだえき）は、かつて岡山県倉敷市福江に存在した下津井電鉄下津井電鉄線の駅（廃駅）である。

## 概要
1972年（昭和47年）4月1日、茶屋町 - 児島間の区間廃止に伴い廃止された。かつてSLが走っていたころは、福田で給水し、福南山の峠を越えていた。児島でも給水していた。
児島 - 茶屋町間のほぼ中間に位置し、廃止まで唯一閉塞の取り扱いがあり、駅員が配置されていた。
駅の所在地は、当時の児島郡郷内村福江（後に児島市を経て、現在は倉敷市児島地域）であるが、福江は同郡福田村（後に福田町を経て、現在は倉敷市水島地域）との境界にある地区であるため、便宜的に隣接の福田の名称が駅名に付けられている。ちなみに現在、福江には瀬戸中央自動車道の水島インターチェンジがあるが、これも同様の理由によるものである。

## 歴史
- 1913年（大正2年）11月11日：茶屋町 - 味野町（後の児島）間が開業。同時に福田駅が開業する。
  - 当時の所在地表示は岡山県児島郡郷内村福江であった。
- 1930年（昭和5年） 2月11日：閉塞方式を票券閉塞からタブレット閉塞に変更する。福田、稗田、赤崎村、下津井東、下津井の各駅に設置される。
- 1941年（昭和16年）2月10日：駅舎改築[1]。
- 1950年（昭和25年）10月6日：電化に合わせて変電所が設置される[1]。
- 1959年（昭和34年）3月1日：郷内村（植松を除く）が児島市（第2次）に編入され、所在地表示が岡山県児島市福江になる。
- 1967年（昭和42年）2月1日：倉敷市（第2次）成立に伴い、所在地表示が現行のものになる。
- 1972年（昭和47年）4月1日：茶屋町 - 児島間が廃止される。それに伴い、福田駅も廃止となる。
- 1974年（昭和49年）11月：倉敷市による茶屋町 - 児島間の自転車道の整備が完成する。

## 駅構造
相対式ホーム2面2線を持つ地上駅。下りホーム側に駅本屋と貨物側線を有していた。

### のりば
| のりば | 路線         | 方向 | 行先             |
| ------ | ------------ | ---- | ---------------- |
| 1      | 下津井電鉄線 | 下り | 児島・下津井方面 |
| 2      | 下津井電鉄線 | 上り | 茶屋町方面       |

## 廃止後

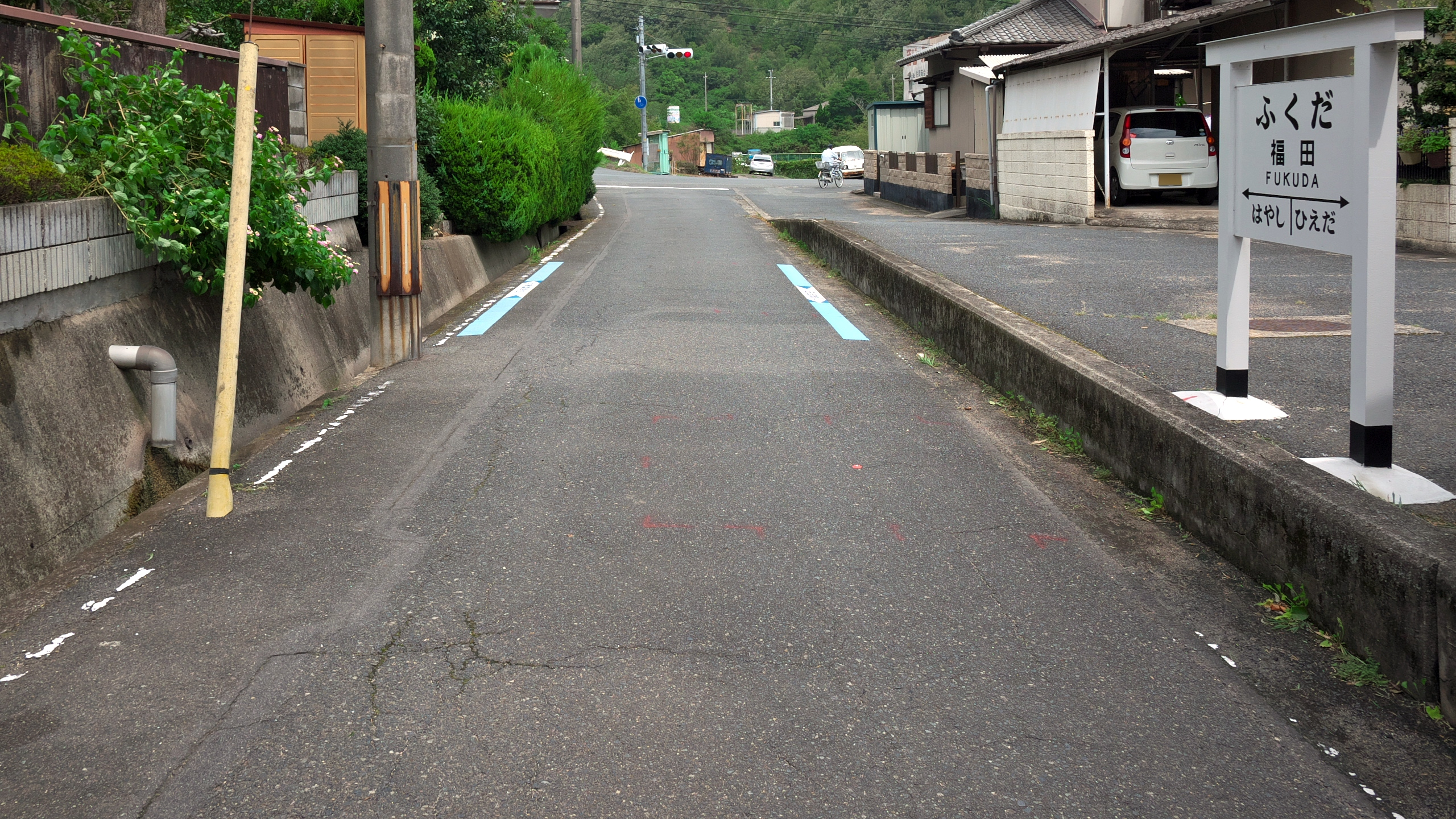
茶屋町方面（2019年8月）

- 廃止区間（茶屋町 - 児島）は、自転車専用道として整備されている[2]。
- 2019年2月に「吉備の児島陸続き400年・瀬戸大橋開通30周年記念事業」実行委員会によって模擬駅名標が設置された[3]。

## 隣の駅
下津井電鉄
下津井電鉄線
福南山駅 - 福田駅 - 林駅